# Вестминстерска палата
Вестминстерска палата (енгл. The Palace of Westminster), која се често назива и Houses of Parliament (најчешћи превод за овај назив је Зграда парламента), седиште је Парламента Уједињеног Краљевства Велике Британије и Северне Ирске. У Вестминстерској палати седнице одржава горњи дом — Дом лордова (енгл. House of Lords) и доњи дом — Дом комуна (енгл. House of Commons). Палата се налази на обали реке Темзе у близини владиних зграда у улици Вајтхoл.
Његово име, које потиче од суседне Вестминстерске опатије, може се односити на неколико историјских грађевина, али најчешће: Стару палату, средњовековну зграду-комплекс у великој мери уништену пожаром 1834. године или њену замену, Нову палату која данас стоји. Палата је у власништву монарха у име Круне и, у церемонијалне сврхе, задржава свој првобитни статус краљевске резиденције. Одбори које су именовала оба дома управљају зградом и подносе извештаје говорнику Доњег дома и лорду говорнику.
Прва краљевска палата изграђена на овом месту датирала је из 11. века, а Вестминстер је постао примарна резиденција енглеских краљева све док пожар није уништио краљевске станове 1512. године (након чега је основана оближња Палата Вајтхол). Остатак Вестминстера и даље је служио као дом енглеског парламента, који се тамо састајао од 13. века, а такође и као седиште Краљевског суда, са седиштем у Вестминстерској дворани и око ње. Године 1834, још јачи пожар похарао је знатно обновљени Парламентарни дом, а једине значајне средњовековне грађевине које су преживеле биле су Вестминстерска дворана, клаустери Светог Стефана, капела Мери Андеркрофт и Ризнички торањ.
У накнадном конкурсу за реконструкцију палате, архитекта Чарлс Бари је победио са дизајном за нове зграде у стилу готског препорода, посебно инспирисаним енглеским вертикалним готичким стилом 14-16 века. Остаци Старе палате (осим одвојене Куле драгуља) уграђени су у њену знатно већу замену, која садржи преко 1.100 просторија симетрично организованих око две серије дворишта и која има површину од 112,476 m2 (1.210,68 sq ft). Део површине Нове палате од 3,24 ha (8 acres) повраћен је од реке Темзе, што је поставка његове фасаде дуге скоро 300 m long (980 ft), зване Речни фронт. Августус Пјуџин, водећи ауторитет за готичку архитектуру и стил, помагао је Барију и дизајнирао је унутрашњост палате. Изградња је започета 1840. године и трајала је 30 година, претрпевши велика одлагања и прекорачење трошкова, као и смрт обојице водећих архитеката; радови на унутрашњој декорацији наставили су се с прекидима и у 20. веку. Од тада су се одвијали главни радови на конзервацији како би се преокренули ефекти загађења ваздуха у Лондону, а након Другог светског рата уследиле су опсежне поправке, укључујући реконструкцију Доњег дома након бомбардовања 1941. године.
Палата је једно од средишта политичког живота у Уједињеном Краљевству; „Вестминстер“ је постао метоним за парламент Велике Британије и британску владу, а Вестминстерски систем власти обележава име палате. Елизабетин торањ, који се често назива именом свог главног звона, Биг Бен, постао је култна знаменитост Лондона и Уједињеног Краљевства уопште, једна од најпопуларнијих туристичких атракција у граду и амблем парламентарне демократије. Руски цар Николај I назвао је нову палату „сном у камену“. Вестминстерска палата је од 1970. године зграда са списка I, а од 1987. године део је Унескове светске баштине.

## Историја
Прва краљевска палата на овој локацији је изграђена у 11. веку у којој су столовали енглески краљеви све до 1512. године када је уништена у пожару. Након тога служила је као зграда парламента у Вестминстерској дворани, који се ту састојао још од 13. века, али и као седиште Краљевског суда правде, у просторијама око Дворане.
Године 1834, још страшнији пожар је уништио палату, те је једино преживела Вестминстерска дворана, клаустар, Капела светог Степана, Капела свете Марије Андеркрофт и Торањ драгуља (Jewel Tower). Конкурс за обнову Парламента освојио је архитекта Чарлс Бари који ју је замислио у оригиналном енглеском готичком стилу стрме готике (perpendicular style). Остаци старе палате. осим одвојеног Торња драгуља, су укомпонирани у нови комплекс који има преко 1,100 просторија симетрично распоређених око две серије затворених дворишта. Барyју је помагао архитект Августус В. Н. Пјуџин, водећи ауторитет за готичку архитектуру, који је урадио планове за декорацију и намештање палате. Изградња је започела 1840. године и трајала је тридесет година, претрпела је велика одгађања и прекорачења прорачуна, али и смрт обоје главних архитеката.
Уређење ентеријера је потрајало дубоко у 20. век, када је већ отпочела обнова оштећене палате, већином због утицаја лондонског загађеног ваздуха. Дворана јавног дома је обновљена 1941. година након што је била срушена у немачком бомбардирању.
Због недостатка радног простора, Парламент је откупио оближњу зграду Норман Шо 1975. године, али је опет били приморани да изграде нову Кућу Порткалис 2000. године. како би сваки заступник имао свој лични уред.

## Одлике

### Екстеријер
У историцистичкој обнови готике на Вестминстерској палати, Сер Чарлсу Барију, иначе класицистичком архитекти, помогао је стручњак за готичке декорације, Августус Пуџин. За фасаду је кориштен камен који је изворно кориштен за делове који су преживели пожар, кречњак боје пијеска из Анстона. Камен је врло брзо почео да пропада због загађеног лондонског ваздуха, али се обнови пришло тек 1910. године, а због Другог светског рата довршена је тек 1950-их. Конзервација камена и програм обнове је због идентичних оштећења поновно покренут већ 1981, а довршен је 1994. године.
Највиши торањ палате је Викторијин торањ (98,5 m) који је замишљен као споменик тадашњем владару Вилијамау IV па је првобитно био познат као Краљев торањ. Торањ је више пута надограђиван и 1858. године, када је довршен, био је највиша грађевина на свету. У својој бази има 15,2 m висок портал, тзв. „Владаров улаз”, богато украшен скулптурама, а остатак торња је парламентарни архив на 12 спратова. На врху се налази челични пирамидални врх с 22,3 m високим стегом Уједињеног Краљевства када заступа парламент, или краљевским стегом када је владар у парламенту.
Најславнији торањ је 96,3 m висока сахат-кула, по највећем од своја четири звона (13,8 т) прозван Биг Бен. У њему се налази Велики Вестминстерски сат који има казаљке на све четири стране пречника 7 m, из 1859. године, а зачуђујуће је тачан за време свог настанка, те због тога још увек у употреби. На врху торња налази се Ајртоново светло, лантерна која светли када заседа парламент, а захтевала ју је краљица Викторија како би могла да види из Бакингамске палате да ли њени заступници „раде”.
Октогонални средишњи торањ (91,4 m) налази се изнад средишњег предворја, а требао је да служи као колекторски димњак који би скупљао дим из свих 400 димњака палате. Архитекта Пјуџин га је искористио како би на њему исказао сву љепоту и декоративност готике. Тако је и бројним лантернама и торњићима замаскирао вентилацијске отворе на палати.